# Cédula de cinco reais
A cédula de cinco reais (R$ 5,00) começou a ser produzida pela Casa da Moeda do Brasil a partir do dia 1.º de julho de 1994, quando o Plano Real veio a substituir a moeda então em vigor.

## Principais características da cédula
- Dimensões: 140 x 65 mm.
- Cor predominante: violeta

Anverso:
- Efígie da República, interpretada sob a forma de escultura.

Reverso:
- Figura de uma Garça ("Casmerodius albus"), ave pernalta (família dos ardeídeos), espécie muito representativa da fauna encontrada no território brasileiro.

## Novo modelo
Um novo modelo da nota de cinco reais entrou em circulação em 29 de julho de 2013 (juntamente com a nota de 2 reais). Porém o modelo antigo continuará em vigor.